# Giannīs Stauropoulos
Giannīs Stauropoulos (in greco Γιάννης Σταυρόπουλος?; fl. XX secolo) è stato un calciatore greco, di ruolo attaccante.

## Carriera

### Nazionale
Fece parte della nazionale greca che partecipò ai Giochi olimpici di Anversa, nel corso della competizione, tuttavia, non disputò neanche un incontro.